# Васселл, Линтон
Линтон Васселл (англ. Linton Vassell; род. 3 июня 1983, Милтон-Кинс) — английский боец смешанного стиля, представитель тяжёлой и полутяжёлой весовых категорий. Выступает на профессиональном уровне начиная с 2008 года, известен прежде всего по участию в турнирах бойцовской организации Bellator, где дважды был претендентом на титул чемпиона в полутяжёлом весе.

## Биография
Линтон Васселл родился 3 июня 1983 года в городе Милтон-Кинс графства Бакингемшир, Англия. Заниматься смешанными единоборствами начал в возрасте 23 лет в 2007 году в одном из местных залов. Спустя шесть месяцев подготовки успешно дебютировал на любительском уровне.

### Начало профессиональной карьеры
Дебютировал среди профессионалов в сентябре 2008 года, в первом же раунде принудил своего соперника к сдаче с помощью удушающего приёма сзади.
Дрался преимущественно в небольших английских промоушенах, таких как Ultimate Warrior Challenge, OMMAC, Cage Warriors, Ultimate Challenge MMA. Завоевал и дважды защитил титул чемпиона UCMMA в полутяжёлой весовой категории, в том числе взял верх над достаточно сильным хорватским бойцом Зелгом Галешичем.

### Bellator MMA
Имея в послужном списке 11 побед и только 3 поражения, летом 2013 года Васселл подписал контракт с крупной американской организацией Bellator MMA и начиная с этого времени начал успешно выступать в США.
Выиграв три первых поединка, в 2014 году удостоился права оспорить титул чемпиона Bellator в полутяжёлом весе, который на тот момент принадлежал американцу Эмануэлю Ньютону. В пятом раунде Васселл попался в удушающий приём сзади и вынужден был сдаться.
В 2015 году техническим нокаутом победил камерунца Сокуджу, но затем в полуфинале гран-при Bellator по очкам уступил американцу Мухаммеду Лавалю.
В 2016 году взял реванш у лишившегося чемпионского пояса Эмануэля Ньютона, единогласным решением судей выиграл у француза Франсиса Кармона.
В мае 2017 года заставил сдаться соотечественника Лиама Макгири, после чего получил ещё один шанс побороться за титул чемпиона Bellator в полутяжёлом весе — на сей раз в чемпионском бою встретился с Райаном Бейдером и проиграл ему техническим нокаутом во втором раунде.
В мае 2018 года ударом ногой в голову был нокаутирован американцем Филом Дэвисом.
В марте 2019 года провёл бой в тяжёлом весе против российского проспекта Валентина Молдавского — противостояние между ними продлилось все отведённые три раунда, в итоге судьи единогласным решением отдали победу Молдавскому.

## Статистика в профессиональном ММА
| Боёв 34         | Побед 24 | Поражений 9 |
| --------------- | -------- | ----------- |
| Нокаутом        | 10       | 5           |
| Сдачей          | 8        | 1           |
| Решением        | 6        | 3           |
| Не состоявшихся | 1        | 1           |

| Результат    | Рекорд    | Соперник            | Способ                            | Турнир                   | Дата             | Раунд | Время | Место                      | Примечание                                               |
| ------------ | --------- | ------------------- | --------------------------------- | ------------------------ | ---------------- | ----- | ----- | -------------------------- | -------------------------------------------------------- |
| Поражение    | 24–10 (1) | Олег Попов          | Единогласное решение              | PFL 7 (2024)             | 2 августа 2024   | 3     | 5:00  | Нэшвилл, Теннеси, США      |                                                          |
| Победа       | 24–9 (1)  | Валентин Молдавский | Раздельное решение                | PFL 4 (2024)             | 13 июня 2024     | 3     | 5:00  | Коннектикут, США           |                                                          |
| Поражение    | 23–9 (1)  | Денис Гольцов       | TKO (удары)                       | PFL 1 (2024)             | 4 апреля 2024    | 3     | 3:11  | Сан-Антониу, Техас, США    |                                                          |
| Победа       | 23-8 (1)  | Валентин Молдавский | Нокаутом (удары руками и локтями) | Bellator 292             | 10 марта 2023    | 1     | 3:03  | Сан-Хосе (Калифорния), США |                                                          |
| Победа       | 22-8 (1)  | Тимоти Джонсон      | TKO (удары руками)                | Bellator 277             | 15 апреля 2022   | 1     | 4:21  | Сан-Хосе (Калифорния), США |                                                          |
| Победа       | 21-8 (1)  | Тайрелл Форчун      | Решением (раздельным)             | Bellator 271             | 12 ноября 2021   | 3     | 5:00  | Холливуд (Флорида), США    |                                                          |
| Победа       | 20-8 (1)  | Ронни Маркес        | TKO (удары руками)                | Bellator 254             | 10 декабря 2020  | 2     | 3:37  | Анкасвилл, США             |                                                          |
| Победа       | 19-8 (1)  | Сергей Харитонов    | TKO (удары руками)                | Bellator 234             | 15 ноября 2019   | 2     | 3:15  | Тель-Авив, Израиль         |                                                          |
| Поражение    | 18-8 (1)  | Валентин Молдавский | Единогласное решение              | Bellator 218             | 22 марта 2019    | 3     | 5:00  | Такервилл, США             | Вернулся в тяжёлый вес.                                  |
| Поражение    | 18-7 (1)  | Фил Дэвис           | KO (ногой в голову)               | Bellator 200             | 25 мая 2018      | 3     | 1:05  | Лондон, Англия             |                                                          |
| Поражение    | 18-6 (1)  | Райан Бейдер        | TKO (удары руками)                | Bellator 186             | 3 ноября 2017    | 2     | 3:58  | Юниверсити-Парк, США       | Бой за титул чемпиона Bellator в полутяжёлом весе.       |
| Победа       | 18-5 (1)  | Лиам Макгири        | Сдача (треугольник руками)        | Bellator 179             | 19 мая 2017      | 3     | 2:28  | Лондон, Англия             |                                                          |
| Победа       | 17-5 (1)  | Франсис Кармон      | Единогласное решение              | Bellator 165             | 19 ноября 2016   | 3     | 5:00  | Сан-Хосе, США              |                                                          |
| Победа       | 16-5 (1)  | Эмануэль Ньютон     | Единогласное решение              | Bellator 149             | 19 февраля 2016  | 3     | 5:00  | Хьюстон, США               |                                                          |
| Поражение    | 15-5 (1)  | Мухаммед Лаваль     | Единогласное решение              | Bellator 142: Dynamite 1 | 19 сентября 2015 | 2     | 5:00  | Сан-Хосе, США              | Полуфинал гран-при Bellator в полутяжёлом весе.          |
| Победа       | 15-4 (1)  | Сокуджу             | TKO (удары руками)                | Bellator 134             | 27 февраля 2015  | 2     | 3:18  | Анкасвилл, США             |                                                          |
| Поражение    | 14-4 (1)  | Эмануэль Ньютон     | Сдача (удушение сзади)            | Bellator 130             | 24 октября 2014  | 5     | 0:47  | Малвейн, США               | Бой за титул чемпиона Bellator в полутяжёлом весе.       |
| Победа       | 14-3 (1)  | Вёрджил Цвиккер     | Сдача (удушение сзади)            | Bellator 122             | 25 июля 2014     | 1     | 1:07  | Темекьюла, США             |                                                          |
| Победа       | 13-3 (1)  | Тревор Карлсон      | Сдача (удушение сзади)            | Bellator 114             | 28 марта 2014    | 2     | 1:54  | Солт-Лейк-Сити, США        |                                                          |
| Победа       | 12-3 (1)  | Мэтт Джонс          | Единогласное решение              | Bellator 107             | 8 ноября 2013    | 3     | 5:00  | Такервилл, США             |                                                          |
| Победа       | 11-3 (1)  | Зелг Галешич        | TKO (удары руками)                | UCMMA 32                 | 2 февраля 2013   | 1     | 4:31  | Англия                     | Защитил титул чемпиона UCMMA в полутяжёлом весе.         |
| Победа       | 10-3 (1)  | Ник Чапман          | Сдача (удушение сзади)            | UCMMA 29                 | 18 августа 2012  | 2     | 0:55  | Лондон, Англия             | Защитил титул чемпиона UCMMA в полутяжёлом весе.         |
| Победа       | 9-3 (1)   | Аурелиюс Керпе      | Сдача (рычаг локтя)               | UCMMA 26: The Real Deal  | 4 февраля 2012   | 1     | 3:16  | Лондон, Англия             | Выиграл титул чемпиона UCMMA в полутяжёлом весе.         |
| Победа       | 8-3 (1)   | Жолт Балла          | TKO (удары руками)                | UWC 17: Bad to the Bone  | 8 октября 2011   | 1     | 2:09  | Эссекс, Англия             |                                                          |
| Победа       | 7-3 (1)   | Симон Карлсен       | Единогласное решение              | Cage Warriors: 41        | 24 апреля 2011   | 3     | 5:00  | Лондон, Англия             |                                                          |
| Победа       | 6-3 (1)   | Роландас Цизаускас  | TKO (удары руками)                | UCMMA 18: Face Off       | 5 февраля 2011   | 1     | 4:21  | Лондон, Англия             |                                                          |
| Поражение    | 5-3 (1)   | Матти Мякеля        | TKO (удары руками)                | SC 6: Lion’s Den         | 29 октября 2010  | 3     | 4:10  | Стокгольм, Швеция          |                                                          |
| Не состоялся | 5-2 (1)   | Адриан Преда        | NC                                | UCMMA 16: Unbelievable   | 23 октября 2010  | 1     | N/A   | Лондон, Англия             | Бой остановлен из-за непреднамеренного тычка в глаз.     |
| Победа       | 5-2       | Кевин Томпсон       | Сдача (удушение сзади)            | OMMAC 5: Showdown        | 5 июня 2010      | 1     | 4:21  | Ливерпуль, Англия          | Выиграл титул чемпиона OMMAC British в полутяжёлом весе. |
| Победа       | 4-2       | Ник Немберд         | TKO (удары руками)                | UWC 12: Revolution       | 20 марта 2010    | 1     | 2:49  | Эссекс, Англия             |                                                          |
| Поражение    | 3-2       | Став Эконому        | Единогласное решение              | UWC 11: Onslaught        | 28 ноября 2009   | 3     | 5:00  | Эссекс, Англия             | Бой за титул чемпиона UWC в тяжёлом весе.                |
| Победа       | 3-1       | Сваюнас Сиакуйла    | Сдача (американа)                 | UWC 10                   | 28 июня 2009     | 1     | 0:48  | Эссекс, Англия             |                                                          |
| Победа       | 2-1       | Реза Махдавян       | TKO (удары руками)                | UWC 9                    | 22 марта 2009    | 1     | 2:35  | Эссекс, Англия             |                                                          |
| Поражение    | 1-1       | Шола Адениран       | TKO (удары руками)                | UWC 8: Vendetta          | 8 ноября 2008    | 3     | 3:43  | Эссекс, Англия             |                                                          |
| Победа       | 1-0       | Крис Грейг          | Сдача (удушение сзади)            | FX3: Fight Night 9       | 13 сентября 2008 | 1     | 3:19  | Рединг, Англия             |                                                          |